# Centrism (Calea a treia)
Centrismul este o doctrină politică apărută în a doua jumătata a secolului XX la intersecția dintre liberalismul social și social-democrație. Mai este cunoscut și sub denumirea de "Calea a treia". În ultimii ani mai multe formațiuni politice de orientare social-democrată (de ex. Partidul Laburist din Marea Britanie, Partidul Social-Democrat German ș.a.) sau social-liberale au adoptat platforme politice de esență centristă.